# محافظة صبيا
محافظة صبيا هي إحدى محافظات منطقة جازان إحدى المناطق الإدارية للمملكةِ العربيةِ السعودية.

## تأسيسها
تأسست محافظة صبيا عام 1352 هـ وهي من أكبر محافظات المنطقة وتقع شمال مدينة جازان العاصمة الإدارية للمنطقة بمسافة 37 كيلو متراً تقريبا وحدودها الإدارية من الشمال محافظة بيش ومن الشرق محافظة العيدابي ومن الجنوب مدينة جازان ومن الغرب البحر الأحمر.
ويتبع لها(3) مراكز إدارية هي (مركز قوز الجعافرة - مركز العالية - مركز الكدمي) ويرتبط بها(45) قرية وهجرة.

## جغرافية المحافظة

### الموقع
تقع محافظة صبيا في الجزء الجنوبي الغربي من المملكة العربية السعودية، في السهل الممتد بين جبال السروات شرقا والشواطئ الشرقية للبحر الأحمر غربا. وتحديدا فإن مدينة صبيا تقع إلى الشمال الشرقي من مدينة جازان قاعدة المنطقة حيث تبعد عنها بنحو أربعين كيلومترا، وتقع مدينة صبيا في الجنوب الغربي من مدينة أبها بمنطقة عسير وتبعد عنها بمسافة مائة وستين كيلومترا أما المسافة بين صبيا والبحر الأحمر تقدر بستة وعشرين كيلو مترا.

### المناخ
يتسم بالحرارة والرطوبة والمطر صيفا وذلك لقربها من البحر الأحمر. كما يتصف جوها بالاعتدال والمطر إلى حد ما في فصل الشتاء ولكن درجة الحرارة لا تنخفض عن ثمانية عشر درجة مئوية. تتعرض صبيا وقراها لرياح موسمية شديدة تهب عليها من الجهة الشمالية الغربية والتي تحمل في هبوبها الكثير من الأتربة وتسمى هذه الرياح بالغبرة. تهب هذه الرياح في أشهر الصيف وحسب التقويم الميلادي ما بين شهر يونيو ويوليو من كل عام. يحدث خلال موسم الغبرة تغيرات في المناخ وينزل المطر بمشيئة الله عز وجل مما يخفف تأثيرها وذلك لتلبد الأرض بالمطر فلا تجد الرياح ما تحمله من أتربة. نتيجة لنزول الأمطار تسيل الأودية والروافد التي تغذي وادي صبيا لري الأراضي الزراعية ومن ثم يبدأ الموسم الزراعي.

### التضاريس الطبيعية
تتمثل في:
- المنطقة الجبلية الموازية لساحل البحر الأحمر (جبال السروات) المكسوة بالاخضرار الطبيعي، والتي تنحدر منها أودية نحو الغرب تصب في البحر الأحمر.
- سهول تهامية فسيحة تشتهر بالأراضي الزراعية والمساحات الخضراء.
- سهل ساحلي على البحر الأحمر يضم شواطئ رملية رائعة وأرخبيل الطرفة، بالإضافة إلى الشعاب المرجانية والنباتات البحرية المتنوعة التي يشتهر بها البحر الأحمر.

### أشهر القرى التابعة لها

#### قائمة القرى
تتبع لمحافظة صبيا مجموعة كبيره من القرى أهمها : 
- صلهبة (جازان)
- الطمحة (جازان)
- القصادة (جازان)
- الغراء (جازان)
- الخواره (جازان)
- الحسيني (جازان)
- حلة الأحوس (جازان)
- الهجارية (جازان)
- وتيشه (جازان)
- المجديرة (جازان)
- المخلاف (جازان)
- السلامة العليا (جازان)
- الملحاء (جازان)
- فرشة الملحاء (جازان)
- غوان (جازان)
- قايم الدش (جازان)
- حلة العزامة (جازان)
- أبو القعايد (جازان)
- نخلان (جازان)
- الظبية (جازان)
- المعترض (جازان)
- العريش (جازان)
- أبو السلع (جازان)
- الشاخر (جازان)
- أم الشباقا (جازان)
- الجمالة (جازان)
- الجاره (جازان)
- حلة علي بن موسى (جازان)
- العشة (جازان)
- العدايا
- الخضراء (صبيا)
- الباحر (جازان)
- الرونة (صبيا)
- حلة مشاري (جازان)
- حلة الحوتين (جازان)
- أبو دنقور
- الجدين (جازان)
- العالية (جازان)
- الدهناء (جازان)
- المحاصية (جازان)
- الجميمة (جازان)
- نورة (جازان)
- الشاقة (جازان)
- العبادلة (جازان)
- السهوم (جازان)
- الدربة (جازان)
- الرقاونة (جازان)
- الفوارسة (جازان)
- النقاش (جازان)
- السلامة السفلى (جازان)
- شهدة (جازان)
- الشعافة (جازان)
- القصادية (جازان)
- قوز الجعافرة
- العرضة (جازان)
- البطح (جازان)
- السدادة (جازان)
- عوانة (جازان)
- العبدة (جازان)
- الأثلة (جازان)
- أم العرش (جازان)
- منسية (جازان)
- الصنيف (جازان)
- السبخة (جازان)
- الحرف (جازان)
- الحجرين (جازان)
- جريبة الشقيري (جازان)
- زربة (جازان)
- الهدوى (جازان)
- الحقاوية (جازان)
- العسيلة (جازان)
- الرجيع (جازان)
- الكومة (جازان)
- الكدمي (صبيا)
- عليان (جازان)
- هيجة (جازان)
- أم الرقيع (جازان)
- مشلحة (جازان)
- القنبرة (جازان)
- الوجيه (جازان)
- الشخري (جازان)
- طناطن (جازان)
- المقبص (جازان)
- جر مسعود (جازان)
- جر جبريل (جازان) (الجر الأعلى)
- جر أبو راسين (جازان)
- جر مسعود (جازان) (الجر الأسفل)
- الوحاشية (جازان)
- المضوية (جازان)
- الزبارة (جازان)
- الحسينية (جازان)
- الزوالبة (جازان)
- حلة الأشراف (جازان)
- عقدة عبس (جازان)
- الزهب (جازان)
- الرايغة (جازان)
- قايم البصة (جازان)
- الصافح (جازان)
- الحمرة (جازان)
- حلة السادة (جازان)
- المحلة الجنوبية (جازان)
- أم سعد (جازان)
- جخيرة (جازان)

#### نبذه عن القرى
- قرية صلهبة: تقع شرق محافظة صبيا وتبعد حوالي 6 كلم وعدد سكانها حوالي 3000 نسمة، تشير الوثائق وبعض المصادر والمراجع التاريـخـية أنه بعد وقـعة حطـين أي في عام (583هـ) ، حيث خرج حــازم جد الـحـوازمة إلى المخلاف السـليماني، كــان في أواخر القرن السادس الهـجـري، يرحمه الله ـ مــن منطقة المدينة المنورة قاصدا المخلاف الـسليماني، ونـزل موضعا مـن الأرض على عدوةِ وادي صبيا الشمالية، شرقي بـلدة صـبيا القـديـمـة الـمعروفة، واخـتـط قرية في ذلك الموقع عرفت منذ ذلك الوقت بقرية ( صلهبة ) وصل إلى هذا المكان متواريا عن التيار السياسي ( العباسي والفاطمي ) في المدن الكبرى كمثل مكة المكـرمة و المدينة المنورة وما حولهما، تاركا سُوَيقة جَــدّهِ يحي بن عبد الله (المحض) الواقعة في وادي حزرة جنوب غـربي المدينة المنورة، وهي غـير سُـوَيقة ينـبع، مبـتعدا عن الحسنيين والموسويين في مكة وينبع، والحسينيين في المدينة المنورة حيث المنازعات في وقته على أشدها. واسـتـقر به الـمـقام في قـرية صلهبة الهادئة، وبهذا الاستقرار كان اسـتـيطانه ومن جاء معه من أهله وولده ومن ثم استيطان عقبه ـ السلالة الحازمية الهاشمية في المنطقة.
- قرية الهيجة : تقع شمال شرق صبيا.
- قرية مشلحة : تقع شمال شرق صبيا وتبعد عنها 32 كلم ويسكنها حوالي 6000 نسمة وهي من أكبر قرى صبيا ويتبع لها أكثر من خمسة وعشرون قرية ويسكنها قبائل النجوع.
- قرية الباحر: تقع جنوب غرب محافظة صبيا وتبعد حوالي 14 كلم وعدد سكانها حوالي 1300 نسمة، أسسها الديباجي قبل أكثر من ثلاثمائة سنة ثم سكنها الشوافعه ثم آل طامي ثم آل ذياب من قبل قرابة الثلاثمئة سنة وبعدهم العثاثي والبقية سكنوها في نهاية الحكم الإدريسي لصبيا وهم آل البحاري (آل ذياب والعثاثي والسويدي والخواجية وآل مساوى والقناشية آل عطية).
- قرية الجديين: تقع جنوب غرب محافظة صبيا وتبعد حولي 16 كلم وعدد سكانها حوالي 1200 نسمة، وهم (الشافعي -آل لقور-آل ماطر -آل يعقوب)
- قريه جريبة: تقع إلى الشمال من قوز الجعافرة وتبعد حوالي 15 كلم ويسكنها حوالي 2700 نسمه وهم (آل قميري – القصاد – المعاكشة – العطافية – الضوايحة – الكرامية – الصداقة – العقالية – آل مصواف – آل الشغافي)
- قرية الظبية: وتقع جنوب شرق صبيا وتبعد حوالي 8 كلم ويسكنها حوالي 8000 نسمة وهم ( آل معافا- آل خواجي-آل ابوشريفة- آل العقيلي [4] - آل حزيمي الانصارية -آل زنقوطي-آل رميدي-آل عبد الفتاح-آل فياض-آل خضير- آل جلى -آل عقيل[4])
- قرية الهجارية: و تقع جنوب مدينة صبيا والتي يسكنها أفراد قبيلة الهجارية.
- قرية الغرا: و تقع جنوب مدينة صبيا.
- قرية المعترض: وتقع جنوب شرق محافظة صبيا وتبعد حوالي 9 كم وعدد سكانها حوالي 1400 نسمة وهم (آل الصم -آل شراحي - آل علامي - آل عطيف- آل غيثي - آل قاحطي)
- قرية حلة مشاري: تقع غرب محافظة صبيا وتبعد حوالي 3 كم وعدد سكانها حوالي 800 نسمة وهم (آل مشاري - آل بحري - آل صغير).
- قرية الجمالة: تقع بعد محافظة صبيا وتبعد حولي 10 كلم وعدد سكانها حوالي 5000 نسمة، وهم (آل بكار (البكاري) الأنصارية -النمزة (النمازي) الأنصارية - آل معافا الأشراف - آل بر الأشراف - آل غالب - آل شعلان - أبو الغيث (آل شالف).
- قرية نخلان: وهي تقع جنوب صبيا وتبعد عنها 8كم تعتبر نخلان من اصغر القرى في صبيا قسمت نخلان إلى قسمين قسم نخلان والوحاشية تعتبر الوحاشية فيها معالم مثل جبل عكوة الشامي واليماني يعود تاريخ ثوران بركان عكوى حوالي قبل 1622 عام وما زال البركان خامد اما نخلان فيرجع تاريخها إلى 1244 هـ وكان الحوازمة يسكنون نخلان منذ تأسيسها ويقال ان تسميتها بهذا الاسم لان فيها مايعادل أكثر من 3762 نخلة ويسكن في نخلان مايعادل 4,543 نسمة.
- قرية حلة الأحوس : تقع شرق مدينة صبيا بحوالي خمسة كيلو مترات. يبلغ عدد سكناها حوالى خمسة آلاف نسمة. يعتمد سكانها على الزراعة بشكل أساسي. يوجد بها مدرسة حكومية للبنين وأخرى للبنات. سبب التسمية لأن السكان الاوائل هم آل الأحوس ثم جاورهم آل السبعي وآل مطحشي.
- قرية العريش : تقع جنوب شرق مدينة صبيا وتبعد عنها 8كم.
- قرية وتيشة: تقع جنوب شرق مدينة صبيا وتبعد عنها 6كم.
- قرية جخيرة: تقع شرق مدينة صبيا بحوالي 8كم.
- أبو السلع: تقع شمال مدينة صبيا وتبعد 10كم.
- الحرف: تقع غرب صبيا.[5]

## عدد السكان
- بلغ عدد سكان محافظة صبيا (223,083) حسب تعداد السعودية 2022.[6]

## السياحة الساحلية
تمتاز محافظة صبيا بشواطئ ساحلية ساحرة تمتد عبر شريط ساحلي يقدر بـ 50 كيلومترا تقريبا،
تقع عليه مناطق سياحية في منتهى الروعة والجمال، ولعل من أهمها: رأس الطرفة: يسمى أيضا (لسان الطرفة، ساحل جزيرة طرفة)، يقع غرب مدية صبيا بالقرب من قرية القوز. وهو عبارة عن لسان من الرمال ممتد داخل البحر بمسافة 45 كيلومترا تقريبا. يعتبر من الأماكن السياحية المناسبة لسياحة الغوص وهواية الإبحار وصيد الأسماك، ومتعة مشاهدة الشعاب المرجانية والنباتات البحرية المتنوعة التي يشتهر وينفرد بها البحر الأحمر يحتضن ساحل الطرفة التاريخ تحت رماله، حيث مدينة عثر التاريخية، وهي مدينة أثرية لا يظهر منها سوى أجزاء بعض جدران مبانيها وأما الأجزاء الأخرى فهي مغطاه بالرمال في انتظار الحفر والتنقيب لإظهار معالمها الأثرية والتاريخية. وكان لها دور هام في التجارة والاقتصاد فقد كان لسوقها شهرة بين الأسواق المعروفة في الجزيرة العربية.

## المقومات السياحية
إن التنوع الجغرافي والبيئي لصبيا منحها مقومات سياحية ومميزات كثيرة للزائرين وهواة الرحلات لاختيار المناطق والمظاهر الطبيعة التي يرغبون في زيارتها، وأيضا اختيار الوقت، حيث تتوفر فيها أنواع السياحة : كالسياحة الشتوية والصيفية والعلاجية (العيون الحارة) والتاريخية.فقد حباها الله تتوفر بها مقومات سياحية متنوعة تؤهلها لتكون من أهم المناطق السياحية في الجزيرة العربية.. حيث توجد بها أفضل مواقع الجذب السياحي والقابل للتطوير. فالسياحة من الاستثمارات التي تنتظر المستثمرين لتطويرها وتنميتها، وصبيا مؤهلة للاستثمار بشتى أنواعه: السياحي والزراعي والصناعي. وصناعة الاستثمار السياحي لها تأثير كبير على الدخل الوطني، فهي تعتبر استثمار مثالي ذو مردود عالي مقارنة بالاستثمارات الصناعية والخدمية الأخرى. كما تؤدي السياحة إلى زيادة فرص العمل والاستثمار المحلي وأيضا لها دور هام في عملية التنمية الشاملة والإقليمية.
تمتاز صبيا بتضاريس جغرافية وبيئية متنوعة جعلتها مهيأة لجميع أنواع السياحة، مثل: - السياحة الثقافية. - السياحة الطبيعية. - السياحة الترفيهية. - السياحة الرياضية. - السياحة العلاجية. - السياحة الساحلية والرحلات البحرية. - السياحة الريفية. - سياحة المغامرات. - السياحة البيئية. - سياحة التأمل. - سياحة الهوايات المختلفة. فمحافظة صبيا مع أخواتها بقية محافظات منطقة جازان تمثل بيئة سياحية بكرا تحتاج إلى المستثمر الذي يمتاز بنظرة بعيدة المدى باستغلال الفرص الاستثمارية الرائعة التي تزخر بها محافظة صبيا.

### العيون الحارة
تبعد العين الحارة في بني مالك مسافة تبلغ 122كم تقريباً عن مدينة جيزان العاصمة الإدارية لمنطقة جازان.
وتوجد عدة طرق للوصول إلى العين، وبعضها الآخر تربطها بالجبال القريبة المطلة على حوض وادي ضمد العملاق مثل جبال العزة وخاشر وآل قطيل وآل سعيد وآل يحي وآل زيدان...
ويتعبر طريق الدائر – خاشر – العزة هو أيسر الطرق وأسهلها وأسرعها وصولاً إلى العين، حيث المسافة من الداير إلى خاشر 8كم تقريباً، بينما المسافة من خاشر إلى مركز جبل العزة حوالي 5كم تقريباً، ثم المسافة المتبقية إلى العين الحارة حوالي 7كم تقريباًأما الطريق الأشهر فهو طريق الدائر – هيئة تطوير وتعمير فيفاء – جبل العزة بني مالك – العين الحارة، وهذا الطريق فيه مسافة تقرب من 16 كم، وهذه أشهر الطرق الموصلة للعين الحارة في بني مالك :
1. طريق الدائر – هيئة تطوير فيفاء – جبل العزة بني مالك – العين الحارة (الأشهر).
2. طريق الدائر – جبل خاشر – جبل العزة بني مالك – العين الحارة (الأسهل).
3. طريق الدائر – جبل آل سعيد - مركز ضمد في وادي ضمد – العين الحارة..
4. طريق الدائر – جبل حبس –طريق آل زيدان وآل يحي - مركز ضمد في وادي ضمد – العين الحارة

### المواقع الأثرية
تحتوي صبيا على عدد من الآثار التاريخية وهي:
- مدينة عثر التاريخية.
- أبو دنقور (صبيا القديمة).
- آثار المشلحة
- بيوت الأدارسة.[7]